# Cabriz (São Martinho)
Cabriz é uma localidade da freguesia de São Martinho, concelho de Sintra. Segundo censo de 2011, havia 1475 habitantes.